# Subtribus
Een ondertak of subtribus is een taxonomische rang tussen een geslachtengroep en geslacht, of een taxon in die rang. 